# Alas abiertas
Alas abiertas (1921) é um filme mexicano de cinema mudo do diretor de cinema Luis Lezama. O filme baseia-se num livro de Alfonso Teja Zabre e foi considerado do gênero de aventuras.

## Sinopse
Trata-se da história do capitão Téllez e do tenente Doria que acabaram a formação de piloto e agora são convocados para participar da batalha contra rebeldes em Pachuca (México). Durante a noite, Doria é ferido e atendido por Marina, a filha do líder rebelde: Canillas. Os rebeldes perseguem tanto a Doria como a Marina, mas são resgatados por Téllez, que os escolta a um lugar seguro.

## Produção
Moisés Viñas, em Índice cronológico del cine mexicano, destaca que Ernesto Vollrath é o co-director deste trabalho e anota que cadetes reais da Escola de Aviação participaram no filme. A obra foi produzida pela empresa Ediciones Gérman Camus e filmada em Pachuca. Segundo Emilio Garciá Risse, Alas Abiertas foi estreada com o título With Wings Outspread com subtítulos em inglês.
O filme estreou em 6 de maio de 1921 no México.